# Division d'Honneur 1919-20
La Primera División de Bélgica 1919/20 fue la 20.ª temporada de la máxima competición futbolística en Bélgica y la primera después de la Primera Guerra Mundial. Por razones desconocidas, La Gantoise no fue descendido a la División de Promoción.

## Tabla de posiciones
| Pos | Equipo                      | PJ | PG | PE | PP | GF | GC | Pts | DG  |
| --- | --------------------------- | -- | -- | -- | -- | -- | -- | --- | --- |
| 1   | FC Brugeois                 | 22 | 15 | 4  | 3  | 61 | 27 | 34  | +34 |
| 2   | Royale Union Saint-Gilloise | 22 | 14 | 4  | 4  | 71 | 22 | 32  | +49 |
| 3   | Daring Club de Bruxelles    | 22 | 13 | 5  | 4  | 45 | 28 | 31  | +17 |
| 4   | Royal Antwerp FC            | 22 | 11 | 5  | 6  | 52 | 35 | 27  | +17 |
| 5   | Beerschot                   | 22 | 11 | 3  | 8  | 44 | 34 | 25  | +10 |
| 6   | KRC Malines                 | 22 | 10 | 4  | 8  | 37 | 40 | 24  | -3  |
| 7   | RC de Gand                  | 22 | 9  | 4  | 9  | 34 | 45 | 22  | -11 |
| 8   | CS Brugeois                 | 22 | 7  | 5  | 10 | 38 | 38 | 19  | 0   |
| 9   | RCS Verviétois              | 22 | 6  | 4  | 12 | 40 | 64 | 16  | -24 |
| 10  | Uccle Sport                 | 22 | 4  | 5  | 13 | 28 | 58 | 13  | -30 |
| 11  | Racing Club de Bruxelles    | 22 | 4  | 3  | 15 | 40 | 59 | 11  | -19 |
| 12  | La Gantoise                 | 22 | 3  | 4  | 15 | 28 | 68 | 10  | -40 |

PJ = Partidos jugados; PG = Partidos ganados; PE = Partidos empatados; PP = Partidos perdidos; GF = Goles a favor; GC = Goles en contra; Pts = Puntos; DG = Diferencia de goles